# スクラッチ (自転車競技)
自転車競技のスクラッチとは、トラックレースの「エンデュランス種目」において、すべての選手が同時にスタートし、特定の周回数の後にフィニッシュラインを超え、その順位を競う競技である。競輪（基本的に2000m）やケイリン（1500m）との違いは距離が長いことである。
UCIの規則では、エリート男性は15km以上、エリート女性は10km以上の距離で開催されるべきであることを指定している。予選ラウンドにおいては男子は10km、女子は7.5kmの短い距離を使用することができる。スタート時、選手は自転車競技場のトラックの内側と外側のレールに沿って並ぶ。選手は公式スタートのためにスタートピストルが発射される前に中立（ニュートラル）周回を行う。周回遅れとなった選手は、レースを離れなければならない。中間スプリントポイントは存在しない。 一つの戦術としてあり得るのは、集団から抜け出した選手が集団を周回遅れにすることである。この選手は集団の選手達を全てレースから除外出来る。しかしこのようなことは滅多に起こらない。

## 世界選手権
スクラッチレースは、2002年から世界選手権自転車競技大会トラックレースの種目となっている。
スイスのフランコ・マルブリとデンマークのアレックス・ラスムッセンは2度、オランダのヴィム・ストルティンガは2007年から2012年の間に最も多くのメダルを獲得している。 女子では、キューバのヨアンカ・ゴンサレスが最も秀でた選手であり、2004年から2010年の間に金メダルまたは銀メダルを獲得した。
日本人選手では、盛一大が2010年に銅メダルを、窪木一茂が2022年・2023年に銀メダル、2024年に金メダルを、それぞれ獲得している。